# Лабовець
Лабовець (пол. Łabowiec) — лемківське село на Закерзонні, у Польщі, у гміні Лабова Новосондецького повіту Малопольського воєводства. Населення — 122 особи (2011).

## Розташування
Лежить на берегах потоку Лабовець — лівої притоки річки Камениця Навойовська (права притока Дунайця) в Низьких Бескидах.

## Історія
З листопада 1918 по січень 1920 село входило до складу Лемківської Республіки. В селі була москвофільська читальня імені Качковського. На 1936 р. в селі були 384 греко-католики парафії Лабова Мушинського деканату; метричні книги велися з 1758 року.
До середини XX століття в регіоні переважало лемківсько-українське населення. У 1939 році усі 340 мешканців села — українці.
Після другої світової війни Лемківщина, попри сподівання лемків на входження в УРСР, була віддана Польщі, а корінне українське населення примусово-добровільно вивозилося в СРСР. Згодом, у період між 1945 і 1947 роками, у цьому районі тривала боротьба між підрозділами УПА та радянським військами. Ті, хто вижив, 1947 року під час Операції Вісла були ув'язнені в концтаборі Явожно або депортовані на понімецькі землі Польщі, натомість заселено поляків.
У 1975—1998 роках село належало до Новосондецького воєводства.

## Демографія
Демографічна структура станом на 31 березня 2011 року:
|          | Загалом | Допрацездатний вік | Працездатний вік | Постпрацездатний вік |
| -------- | ------- | ------------------ | ---------------- | -------------------- |
| Чоловіки | 61      | 15                 | 44               | 2                    |
| Жінки    | 61      | 23                 | 31               | 7                    |
| Разом    | 122     | 38                 | 75               | 9                    |